# فيل وايز
فيل وايز (بالإنجليزية: Phil Wise)‏ هو لاعب كرة قدم أمريكية أمريكي، ولد في 25 أبريل 1949 في أوماها في الولايات المتحدة.

## وصلات خارجية
- فيل وايز على موقع مرجع كرة القدم المحترفة.كوم (الإنجليزية)